# دائرة القرارم قوقة
دائرة القرارم قوقة إحدى دوائر ولاية ميلة الجزائرية.

## بلديات دائرة القرارم قوقة
- بلدية القرارم قوقة
- بلدية حمالة